# Fußball-Bundesliga/Rekorde/FC St. Pauli

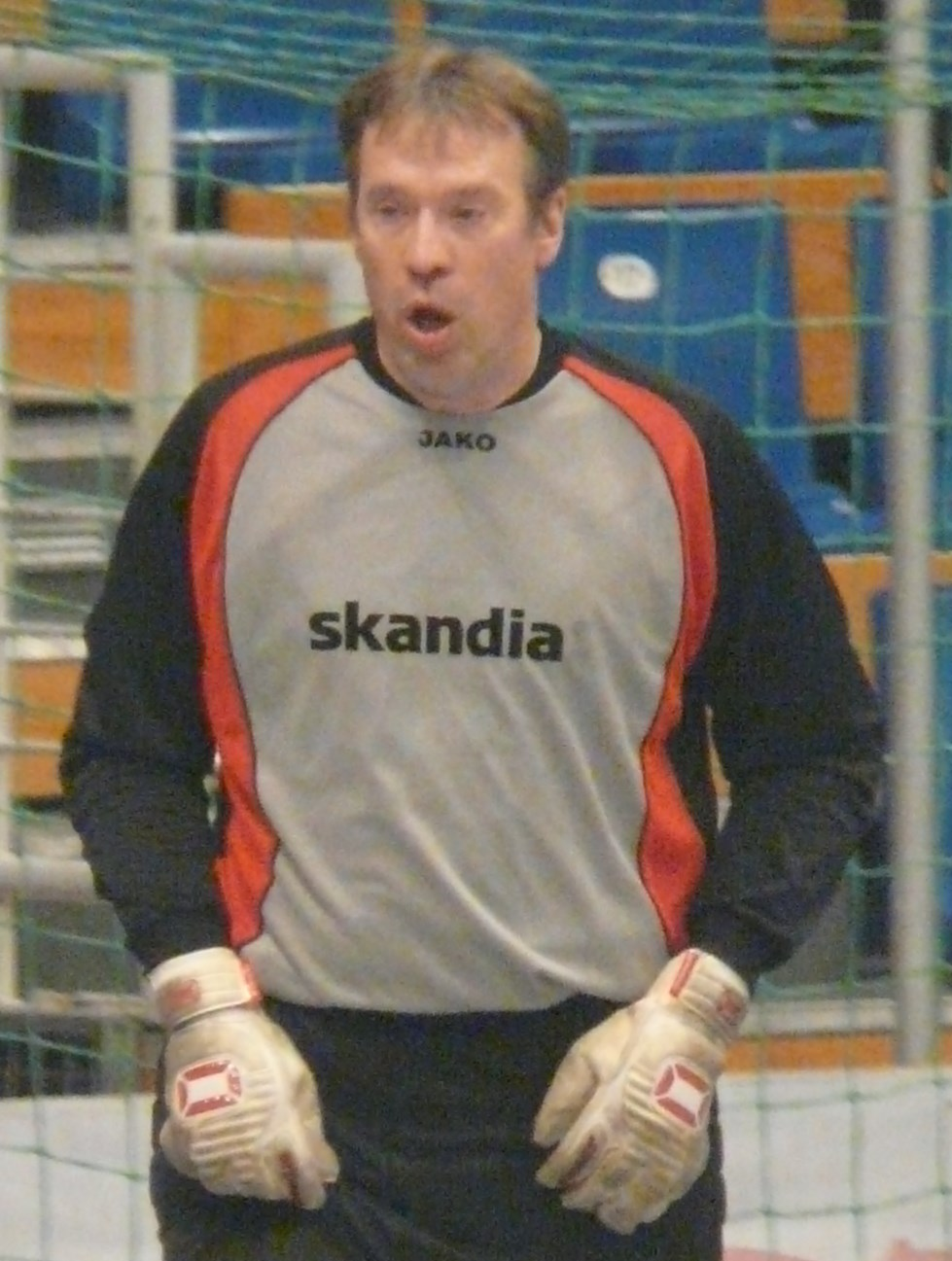
Rekordtorhüter des FC St. Pauli: Klaus Thomforde (100 Einsätze)

Der Artikel Fußball-Bundesliga/Rekorde/FC St. Pauli listet die vereinsspezifischen Rekorde des FC St. Pauli auf, die mit Bezug auf die Zugehörigkeit zur deutschen Fußball-Bundesliga gehalten werden.
Der Verein ist aktuell Bundesligist (Stand: Saison 2025/26).

Siehe auch: 

## Vorbemerkung
Es besteht eine Unterteilung zwischen Positiv- und Negativrekorden sowie vereinsinternen Bestmarken. Weitere Rekorde, die dem Verein nicht zuzuordnen sind, werden im Hauptartikel unter „Allgemein“ gelistet. Dort bestehen zudem die Rubriken „Trainerspezifische Rekorde“, „Schiedsrichterspezifische Rekorde“ sowie „Sonstige Rekorde“. Es besteht außerdem die Möglichkeit „In nächster Zeit möglicherweise fallende Bestmarken“ im unteren Bereich der Hauptseite festzuhalten, bzw. die neuen Rekorde an die passenden Stellen einzusortieren. Wenn möglich, wird zu einem Positivrekord auch der Negativrekord als Gegenstück gelistet (und andersrum). Die Liste erhebt keinen Anspruch auf Vollständigkeit.

## FC St. Pauli
Aktuelle Platzierung in der Ewigen Tabelle der Fußball-Bundesliga: Platz 30 von 58 (Stand: 34. Spieltag 2024/25)

### Negativrekorde
- meiste Heimspiele ohne Torerfolg in einer Saison: 11 (2024/25; gemeinsam mit Tasmania Berlin, 1965/66, Stand: 34. Spieltag 2024/25)[2]
  - wenigste Heimspiele mit Torerfolg in einer Saison: 6 (2024/25; gemeinsam mit Tasmania Berlin, 1965/66, Stand: 34. Spieltag 2024/25)[2]
- wenigste Tore in den ersten 5 Heimspielen einer Saison erzielt: kein Tor (2024/25, bis 10. Spieltag, Stand: 34. Spieltag 2024/25)[2][3]

### Vereinsintern
- Rekordspieler: André Trulsen (177 Einsätze)[4]
- Rekordtorhüter: Klaus Thomforde (100 Einsätze)[4]
- Rekordtorschütze: André Golke (25 Tore)[5]
- längste Zeit ohne Gegentreffer: 286 Minuten (bis zum 1:1-Unentschieden, gegen den FC Augsburg, am 20. Spieltag 2024/25, Stand: 34. Spieltag 2024/25)[6][7]
- meiste Niederlagen nach 7 Spieltagen: 5 (2024/25)[8]
- meiste Niederlagen gegen einen anderen Gegner: 13 (gegen Borussia Dortmund, Stand: 24. Spieltag 2024/25)[9]
- meiste Gegentreffer gegen einen anderen Gegner: 37 (gegen Borussia Dortmund, Stand: 24. Spieltag 2024/25)[9]
- meiste Spiele gegen einen anderen Gegner, ohne Niederlage: 6 (gegen den VfL Wolfsburg, ein Sieg und 5 Unentschieden, laufend, Stand: 34. Spieltag 2024/25)[10]
- meiste Heimspiele in Folge ohne Sieg: 10 (bis 10. Spieltag 2024/25, saisonübergreifend in den Spielzeiten 2010/11 und 2024/25, Stand: 34. Spieltag 2024/25)[10]
- wenigste Heimspiele mit Torerfolg nach den ersten 12 Heimspielen einer Saison: 3 (2024/25, traf in 9 von 12 Heimspielen nicht, Stand: 34. Spieltag 2024/25)[11]
- meiste Auswärtssiege in einer Saison: 5 (2024/25, Stand: 34. Spieltag 2024/25)[12]
- meiste Auswärtssiege in Folge: 4 (mehrfach, auch bis 18. Spieltag 2024/25, Stand: 34. Spieltag 2024/25)[13]
- meiste Siege gegen einen anderen Gegner: 5 (mehrfach, auch gegen den SC Freiburg, Stand: 22. Spieltag 2024/25)[14]
- meiste Spiele in Folge ohne Torerfolg: 4 (mehrfach, auch 21. bis 24. Spieltag 2024/25, Stand: 34. Spieltag 2024/25)[15][9]
- meiste Niederlagen in Folge ohne Torerfolg: 4 (21. bis 24. Spieltag 2024/25, Stand: 34. Spieltag 2024/25)[15]